# にゅーとぴ♪
『にゅーとぴ♪』は、TBSラジオが2024年4月8日（4月7日深夜）から月曜早朝4:00 - 5:00（日曜深夜28:00 - 29:00）に放送している音楽番組。

## 概要
『MUSIX』の後継番組で、おんな流し・シンガーソングライターのおかゆがナビゲーターを務める。演歌と歌謡曲の新譜紹介、「今ぜひ紹介したい」昭和から平成の懐かしい楽曲、随時スタジオにゲストを迎える「おかゆの部屋」、月替わりでスタジオにゲストを迎える「にゅーとぴ♪歌仲間」などのコーナーを設ける。

## コーナー
原則として「おかゆの部屋」と「あの日のヒット曲～Timeless Hit～」は隔週交互で放送するが、スペシャルウィーク等の例外としてどちらかのコーナーを連続した週で放送する場合もある。

### おかゆの部屋
ゲストトークコーナー
2024年
- 4月08日 水森かおり
- 4月22日 中澤卓也
- 5月06日 LAST FIRST (ラストファースト)
- 5月20日 小山雄大
- 6月03日 チェウニ
- 6月17日 田川寿美
- 7月01日 海老沢茜（シンガーソングライター)
- 7月15日 彩青
- 7月29日 あさみちゆき
- 8月19日 杜このみ
- 8月26日 美貴じゅん子
- 9月09日 門松みゆき
- 9月23日 真木ことみ
- 10月07日 氏神一番、坂川美女丸( カブキロックス)
- 10月28日 ゆあさみちる
- 11月18日 三丘翔太
- 12月02日 あきいちこ
- 12月16日 若山かずさ
- 12月30日 菅原 進

2025年
- 1月20日 福田こうへい
- 1月27日 佐藤公基(MIKAGE PROJECT)
- 2月10日 中澤卓也
- 2月17日 彩青
- 3月10日 西寄ひがし
- 3月31日 青山新
- 4月07日 中村美律子
- 4月14日 嘉門タツオ
- 5月05日 北原ミレイ
- 5月12日 コアラモード.(あんにゅ、小幡 康裕)
- 5月26日 加藤登紀子
- 6月09日 松坂ゆうき
- 6月16日 ZERO
- 7月14日 杜このみ
- 8月04日 水木ケイ
- 8月18日 東亜樹

### あの日のヒット曲～Timeless Hit～
主にゲストトークと交互に、テーマに沿った曲をDJ風に紹介する。
2024年
- 04月15日 東京
- 05月13日 80年代ドラマ主題歌
- 05月27日 80年代アニメ主題歌
- 06月10日 中森明菜
- 06月24日 ドライブミュージック
- 07月22日 浜口庫之助カバー曲
- 08月05日 海の曲
- 08月12日 高校野球応援ソングの定番曲
- 09月02日 グッバイサマー
- 09月16日 やる気スイッチON！
- 09月30日 やる気スイッチON！Part②
- 10月14日 カラダを動かしたくなる曲
- 10月21日 カラダを動かしたくなる曲Part❷
- 11月04日 名前にまつわる曲
- 11月11日 名前にまつわる曲Part2
- 11月25日 名前にまつわる曲Part3
- 12月09日 Winter Song
- 12月23日 クリスマスソング

2025年
- 01月06日 2025年の年男ソング！
- 01月13日 2025年の年女ソング！
- 02月03日 動物ソング
- 02月24日 フルーツソング
- 03月03日 世界の地名ソング
- 03月17日 卒業ソング
- 03月24日 桜ソング
- 04月21日 Windy Song(風を感じられる曲)
- 04月28日 アイランドソング
- 05月19日 酒ソング
- 06月02日 Letter Song
- 06月23日 Rain Song
- 06月30日 Star Song
- 07月21日 Journey Song
- 07月28日 Dream Song

### ピックアップ「にゅーとぴ♪」
最新のシングルやアルバムを紹介する。

### にゅーとぴ♪歌仲間
マンスリーゲストコーナー。
2024年
- 4月 青山新 - 青山はおかゆ同様に、2024年3月まで日曜早朝4:00 - 5:00に『Music Palette♪』の「私のプレーリスト」で月1回の週替わりゲストパーソナリティーを務めた。
- 5月 松阪ゆうき
- 6月 辰巳ゆうと
- 7月 はやぶさ
- 8月 二見颯一
- 9月 岩佐美咲
- 10月 舞乃空
- 11月 井上音生
- 12月 楠木康平

2025年
- 1月 はやぶさ
- 2月 朝花美穂
- 3月 SiS/T(シス)
  - 3日・10日 かのうゆみ、MAKOTO
  - 17日・24日 太良理穂子、あさ陽あい
  - 31日 上記メンバー全員
- 4月 岩佐美咲
- 5月 桐生華名
- 6月 歌心りえ
- 7月 LAST FIRST (ラストファースト)
- 8月 中西保志

### おかゆの弾き語り
番組の最後に「一曲いかがですか…流しのおかゆです」と、おもにリクエストに答えてギター一本で歌う。

## 特集
- 2025年6月21日『おかゆBirthdayバスツアー in 南房総』
- 2026年6月13日『おかゆBirthdayバスツアー in 南房総Ⅱ』(7月7日放送)

## ネット局
放送設備の点検や更新などのため、一時的に当番組を放送せず、5時まで放送を休止する放送局がある
| 放送対象地域   | 放送局名                      | 放送期間       | 備考   |
| -------------- | ----------------------------- | -------------- | ------ |
| 関東広域圏     | TBSラジオ                     | 2024年4月8日 - | 制作局 |
| 青森県         | 青森放送（RAB）               | 2024年4月8日 - | [ 5 ]  |
| 岩手県         | IBC岩手放送                   | 2024年4月8日 - |        |
| 山形県         | 山形放送（YBC）               | 2024年4月8日 - |        |
| 長崎県・佐賀県 | 長崎放送（NBC） NBCラジオ佐賀 | 2024年4月8日 - |        |
| 沖縄県         | 琉球放送（RBC）               | 2024年4月8日 - |        |

### 過去のネット局
- 四国放送（2024年4月8日 - 2025年3月31日、ネット打ち切り後は放送休止時間を5時まで延長）

## 関連番組
- ラジおかゆ（文化放送制作裏送り専用番組。平年、ラジオアミューズメントパーク〈年度下半期〉に放送されている。当番組のネット局ではIBC岩手放送がネット受けしている）